# Spartizione dell'Impero ottomano
La spartizione dell'Impero ottomano (30 ottobre 1918 - 1º novembre 1922) fu un evento geopolitico che si verificò dopo la prima guerra mondiale e l'occupazione di Costantinopoli da parte delle truppe britanniche, francesi e italiane nel novembre 1918. La suddivisione fu pianificata in diversi accordi presi dalle potenze alleate all'inizio della prima guerra mondiale, in particolare l'accordo Sykes-Picot, dopo che l'Impero ottomano, alleato della Germania, era sceso in guerra dalla parte degli Imperi centrali. L'enorme conglomerato di territori e popoli che un tempo comprendeva l'Impero ottomano fu diviso in diversi nuovi Stati. L'Impero ottomano era stato per secoli il principale Stato islamico in termini geopolitici, culturali e ideologici. La divisione dell'Impero ottomano dopo la guerra portò alla dominazione del Medio Oriente da parte di potenze occidentali come Gran Bretagna e Francia, e vide la creazione del mondo arabo moderno e della Repubblica di Turchia. La resistenza all'influenza di queste potenze proveniva dal Movimento Nazionale Turco, mentre non si diffuse negli altri Stati post-ottomani fino al periodo di rapida decolonizzazione dopo la seconda guerra mondiale.
Si ritiene che la creazione a volte violenta di protettorati in Iraq e Palestina e la divisione proposta della Siria lungo linee comuni rientrassero in una parte della più ampia strategia di assicurare la tensione in Medio Oriente, rendendo così necessario il ruolo delle potenze coloniali occidentali (essenzialmente Gran Bretagna e Francia) come mediatori della pace e fornitori di armi. I think tank americani si riferiscono a questa strategia come "Syriana" o Pax syriana. Ex-territori ottomani furono concessi nella forma di mandato della Società delle Nazioni: il mandato francese della Siria e del Libano, il mandato britannico della Mesopotamia (poi Regno dell'Iraq) e il mandato britannico della Palestina (da cui poi fu separato l'Emirato di Transgiordania). I possedimenti dell'Impero ottomano nella penisola arabica divennero il Regno di Hejaz (che il Sultanato del Neged fu poco dopo autorizzato ad annettere creando il Regno dell'Hegiaz e del Neged, poi Arabia Saudita) e il Regno Mutawakkilita dello Yemen. Infine, i possedimenti dell'impero sulle rive occidentali del Golfo Persico furono variamente annessi dall'Arabia Saudita (al-Ahsa e Qatif), o rimasero protettorati britannici (Kuwait, Bahrain e Qatar) e divennero gli Stati arabi del Golfo Persico.
Dopo il crollo completo del governo ottomano, i suoi rappresentanti firmarono il trattato di Sèvres nel 1920, che avrebbe diviso gran parte del territorio dell'attuale Turchia tra Francia, Regno Unito, Grecia e Italia. La guerra d'indipendenza turca costrinse le potenze dell'Europa occidentale a tornare al tavolo dei negoziati prima che il trattato potesse essere ratificato. Gli europei occidentali e la Grande Assemblea Nazionale della Turchia firmarono e ratificarono il nuovo trattato di Losanna nel 1923, sostituendo il trattato di Sèvres e concordando la maggior parte delle questioni territoriali. Una questione irrisolta, la disputa tra il Regno dell'Iraq e la Repubblica di Turchia sull'ex provincia di Mosul, fu successivamente negoziata sotto l'egida della Società delle Nazioni nel 1926. I britannici e i francesi divisero la Grande Siria tra di loro nell'accordo Sykes-Picot. Altri accordi segreti furono conclusi con l'Italia e la Russia. La Dichiarazione Balfour incoraggiò il movimento sionista internazionale a spingere per una patria ebraica in Palestina. Mentre faceva parte della Triplice intesa, la Russia aveva anche accordi in tempo di guerra che le impedivano di partecipare alla divisione dell'Impero ottomano dopo la rivoluzione russa. Il trattato di Sèvres riconobbe formalmente i nuovi mandati della Società delle Nazioni nella regione, l'indipendenza dello Yemen e la sovranità britannica su Cipro.

## Antefatti
Le potenze occidentali credevano da tempo che alla fine sarebbero diventate dominanti nell'area rivendicata dal debole governo centrale dell'Impero ottomano. La Gran Bretagna anticipò la necessità di proteggere l'area a causa della sua posizione strategica sulla rotta verso l'India coloniale e si percepiva come bloccata in una lotta con la Russia per l'influenza geopolitica imperiale nota come il Grande Gioco. Queste potenze erano in disaccordo sui loro obiettivi contrapposti del dopoguerra e stipularono diversi accordi duplici e triplici.

## Mandati francesi
La Siria e il Libano divennero un protettorato francese (sottilmente camuffato da mandato della Società delle Nazioni). Il controllo francese incontrò immediatamente la resistenza armata e, per combattere il nazionalismo arabo, la Francia divise l'area del Mandato in Libano e in quattro sotto-stati.

### Mandato del Libano
Il Grande Libano fu il nome di un territorio creato dalla Francia e fu precursore del Libano moderno. Esistette tra il 1º settembre 1920 e il 23 maggio 1926. La Francia plasmò il suo territorio a partire dalla regione del Levante (incaricata dalla Società delle Nazioni) al fine di creare un "rifugio sicuro" per la popolazione cristiana maronita. I maroniti acquisirono l'autogoverno e si assicurarono la loro posizione nel Libano indipendente nel 1943.
L'intervento francese in favore dei maroniti era iniziato con le capitolazioni dell'Impero ottomano, gli accordi stipulati tra il XVI e il XIX secolo. Nel 1866, quando Youssef Bey Karam guidò una rivolta maronita sul Monte Libano, una forza navale guidata dai francesi arrivò in aiuto, minacciando il governatore Dawood Pasha sultano della Sublime porta e in seguito portando Karam al sicuro.

## Mandati britannici
Agli inglesi furono assegnati tre territori incaricati, con uno dei figli di Sharif Hussein, Faisal, insediato come re dell'Iraq e della Transgiordania, fornendo un trono per un altro dei figli di Hussein, Abdullah. Il Mandato di Palestina fu posto sotto la diretta amministrazione britannica e fu permesso alla popolazione ebraica di aumentare, inizialmente sotto la protezione britannica. La maggior parte della penisola arabica cadde sotto un altro alleato britannico, Ibn Saud, che creò il Regno dell'Arabia Saudita nel 1932.

### Mandato della Mesopotamia
Mosul fu assegnata alla Francia in base all'accordo Sykes-Picot del 1916 e successivamente fu data alla Gran Bretagna nell'ambito dell'accordo Clemenceau-Lloyd George del 1918. La Gran Bretagna e la Turchia contestarono il controllo dell'ex provincia ottomana di Mosul negli anni '20. Sotto con il trattato di Losanna del 1923 Mosul passò sotto il mandato britannico della Mesopotamia, ma la nuova repubblica turca rivendicò la provincia come parte del suo cuore storico. Un comitato formato da tre persone della Società delle Nazioni si recò nella regione nel 1924 per studiare il caso e nel 1925 raccomandò che la regione rimanesse collegata all'Iraq e che il Regno Unito mantenesse il mandato per altri 25 anni, al fine di garantire i diritti autonomi della popolazione curda. La Turchia respinse questa decisione. Tuttavia, il 5 giugno 1926 Gran Bretagna, Iraq e Turchia stipularono un trattato che seguì principalmente la decisione del Consiglio della Società. Mosul rimase sotto il mandato britannico della Mesopotamia fino a quando l'Iraq non ottenne l'indipendenza nel 1932 su sollecitazione del re Faisal, sebbene gli inglesi avrebbero conservato basi militari e diritti di transito per le loro forze nel paese.

### Mandato della Palestina

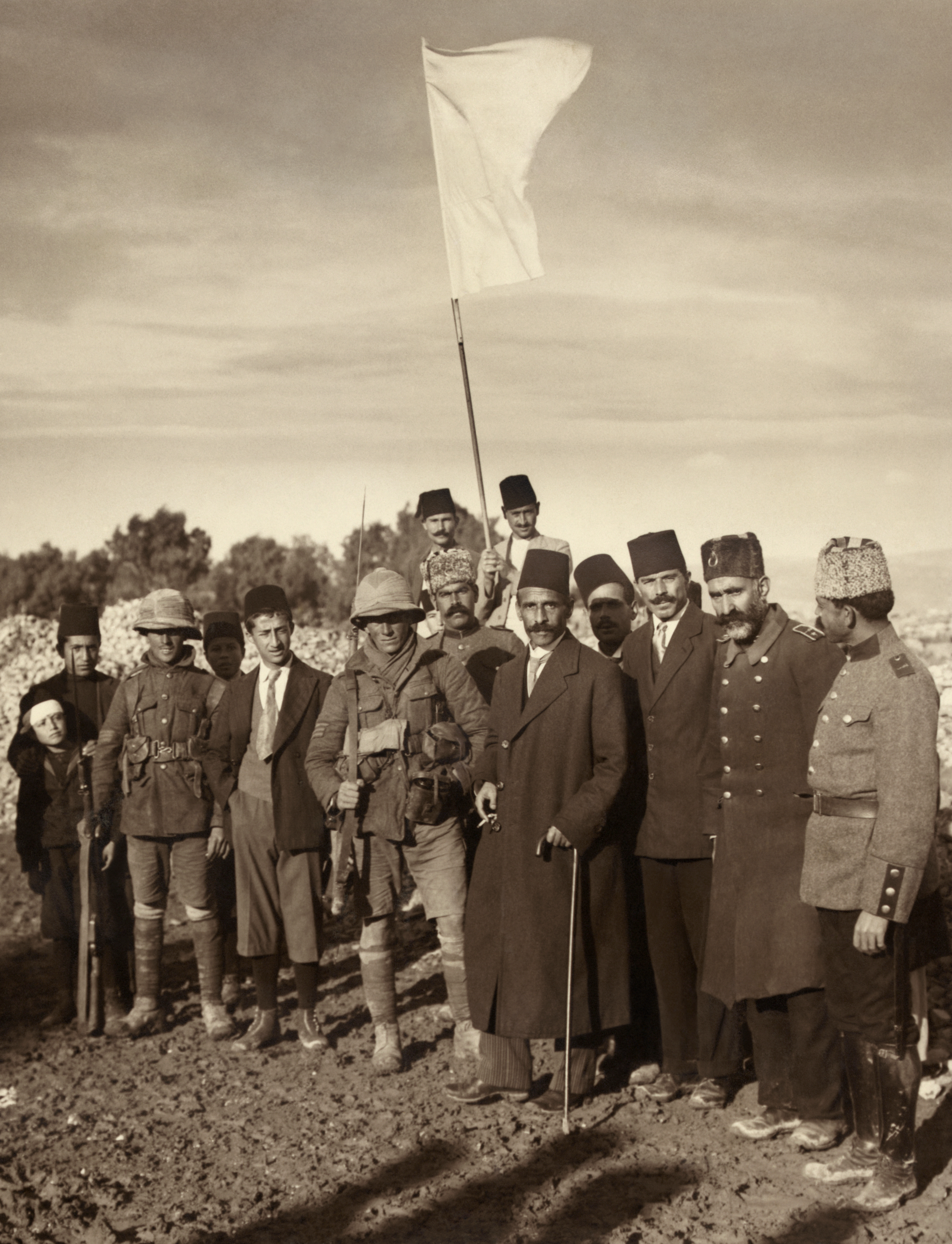
La resa di Gerusalemme agli inglesi il 9 dicembre 1917 dopo la battaglia di Gerusalemme.

Durante la Grande Guerra, la Gran Bretagna produsse tre dichiarazioni contrastanti, ma concretamente compatibili, riguardo alle loro ambizioni sulla Palestina. La Gran Bretagna aveva sostenuto, tramite l'ufficiale dell'intelligence britannica T. E. Lawrence (alias: Lawrence d'Arabia), la creazione di uno stato arabo unito che comprendesse una vasta area del Medio Oriente arabo in cambio del sostegno arabo degli inglesi durante la guerra. La Dichiarazione Balfour del 1917 incoraggiava le ambizioni ebraiche per una casa nazionale. Infine, gli inglesi promisero tramite la corrispondenza Hussein-McMahon che la famiglia dinastica hashemita avrebbe avuto il dominio sulla maggior parte delle terre nella regione in cambio del loro sostegno nella grande rivolta araba.
La rivolta araba, che fu in parte orchestrata da Lawrence, portò le forze britanniche al comando del generale Edmund Allenby a sconfiggere le forze ottomane nel 1917 nella campagna di Palestina e Sinai e ad occupare Palestina e Siria. La terra fu amministrata dagli inglesi per il resto della guerra.
Il Regno Unito ottenne il controllo della Palestina dalla Conferenza di pace di Versailles che istituì la Società delle Nazioni nel 1919. Herbert Samuel, un ex direttore delle poste nel gabinetto britannico che fu determinante nella stesura della Dichiarazione Balfour, fu nominato primo Alto Commissario in Palestina. Nel 1920 alla Conferenza di Sanremo, il mandato della Società delle Nazioni sulla Palestina fu assegnato alla Gran Bretagna. Nel 1923 la Gran Bretagna trasferì una parte delle alture del Golan al mandato francese della Siria, in cambio della regione di Metulla.

## Movimenti indipendentisti
Quando gli ottomani se ne andarono, gli arabi proclamarono uno stato indipendente a Damasco, ma erano troppo deboli, militarmente ed economicamente, per resistere a lungo alle potenze europee, e pertanto Gran Bretagna e Francia ristabilirono presto il controllo.
Durante gli anni '20 e '30 l'Iraq, la Siria e l'Egitto si spostarono verso l'indipendenza, sebbene britannici e francesi non avrebbero lasciato formalmente la regione fino a dopo la seconda guerra mondiale. Tuttavia in Palestina, le forze in conflitto del nazionalismo arabo e del sionismo crearono una situazione che gli inglesi non potevano né risolvere né districarsi. L'ascesa al potere del nazismo in Germania creò una nuova urgenza nella ricerca sionista per creare uno stato ebraico in Palestina, portando al conflitto israelo-palestinese.

### Penisola arabica
Nella penisola arabica, gli arabi furono in grado di stabilire un numero di stati indipendenti. Nel 1916 Hussein bin Ali, Sharif della Mecca, fondò il Regno di Hejaz, mentre l'Emirato di Riyadh fu trasformato nel Sultanato del Neged. Nel 1926 fu formato il Regno di Nejd e Hejaz, che nel 1932 divenne il regno dell'Arabia Saudita. Il Regno Mutawakkilita dello Yemen divenne indipendente nel 1918, mentre gli stati arabi del Golfo Persico divennero de facto protettorati britannici, con una certa autonomia interna.

### Anatolia
Russi, britannici, italiani, francesi, greci, assiri e armeni rivendicarono tutti l'Anatolia, sulla base di una raccolta di promesse di guerra, azioni militari, accordi segreti e trattati. Secondo il Trattato di Sèvres, tutti, tranne gli assiri, avrebbero avuto i loro desideri onorati. All'Armenia sarebbe stata assegnata una parte significativa dell'est, nota come Armenia wilsoniana, che si estendeva fino all'area del Lago di Van e fino a Mush. La Grecia avrebbe dovuto ricevere Smirne e l'area circostante (e probabilmente avrebbe guadagnato Costantinopoli e tutta la Tracia, che era amministrata come territorio smilitarizzato e controllato a livello internazionale). All'Italia doveva essere data il controllo sulla costa centro-meridionale e occidentale dell'Anatolia intorno ad Adalia, alla Francia doveva essere data l'area della Cilicia e alla Gran Bretagna tutta l'area a sud dell'Armenia. Il Trattato di Losanna, al contrario, annullò tutti gli accordi e le annessioni territoriali.

### Russia
Nel marzo 1915, il ministro degli Esteri dell'Impero russo, Sergey Sazonov, disse agli ambasciatori britannici e francesi George Buchanan e Maurice Paléologue che un duraturo accordo postbellico richiedeva il possesso russo della "città di Costantinopoli, la sponda occidentale del Bosforo, Mar di Marmara, e Dardanelli, così come la Tracia meridionale fino alla linea Enos-Midia", e "una parte della costa asiatica tra il Bosforo, il fiume Sakarya e un punto da determinare sulla riva della baia di İzmit". L'accordo di Costantinopoli fu reso pubblico dal quotidiano russo Izvestiya nel novembre 1917, per ottenere il sostegno dell'opinione pubblica armena per la rivoluzione russa. Tuttavia, tale rivoluzione pose fine ai piani russi.

### Regno Unito
Gli inglesi che cercavano il controllo dello stretto di Marmara portarono all'occupazione di Costantinopoli, con l'assistenza francese, dal 13 novembre 1918 al 23 settembre 1923. Dopo la guerra d'indipendenza turca e la firma del trattato di Losanna, le truppe lasciarono la città.

### Italia
In base all'accordo di San Giovanni di Moriana del 1917 tra Francia, Italia e Regno Unito, l'Italia avrebbe dovuto ricevere tutta l'Anatolia sudoccidentale tranne la regione di Adana, inclusa Smirne. Tuttavia, nel 1919 il primo ministro greco Eleftherios Venizelos ottenne il permesso della Conferenza di pace di Parigi di occupare Smirne, ignorando le disposizioni dell'accordo.

### Francia
Sotto l'accordo segreto Sykes-Picot del 1916, i francesi ottennero Hatay, Libano e Siria ed espressero il desiderio di una parte dell'Anatolia sud-orientale. L'accordo del 1917 di San Giovanni di Moriana tra Francia, Italia e Regno Unito assegnò alla Francia la regione di Adana.
L'esercito francese, insieme agli inglesi, occupò parti dell'Anatolia dal 1919 al 1921 nella guerra franco-turca, comprese le miniere di carbone, le ferrovie, i porti del Mar Nero di Zonguldak, Karadeniz Ereğli e Costantinopoli, Uzunköprü nella Tracia orientale e la regione di Cilicia. La Francia alla fine si ritirò da tutte queste aree, dopo l'armistizio di Mudanya, il trattato di Ankara e il trattato di Losanna.

### Grecia

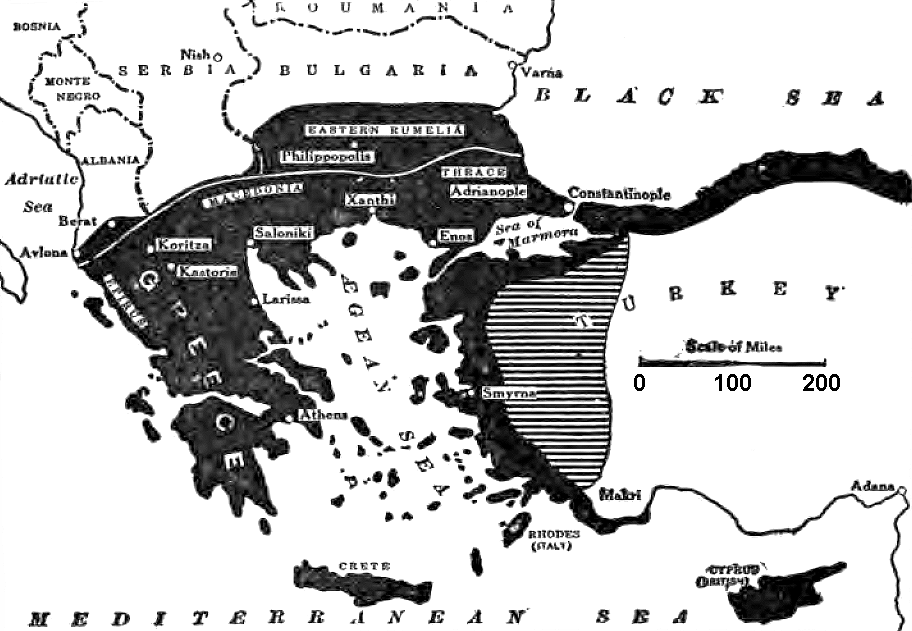
Proposta greca alla Conferenza di Parigi.

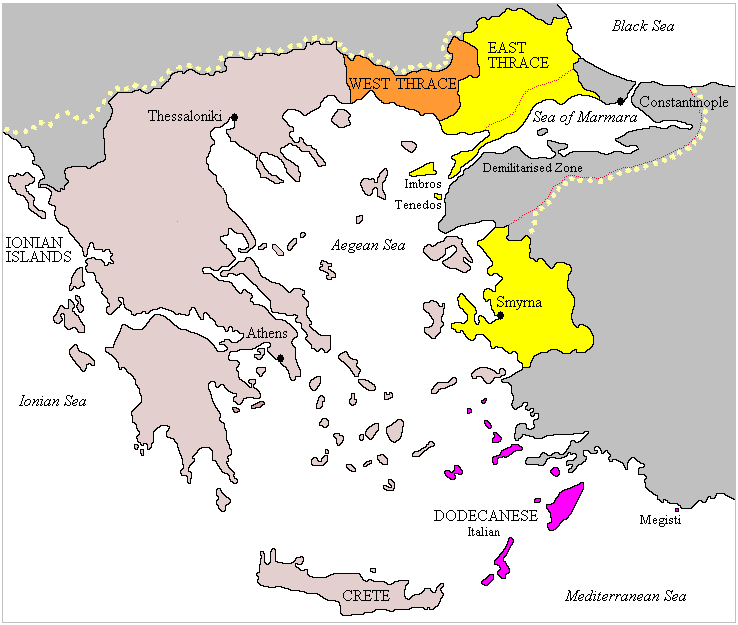
La Grecia secondo i termini del trattato di Sèvres.

Gli alleati occidentali, in particolare il primo ministro britannico David Lloyd George, promisero alla Grecia guadagni territoriali a spese dell'Impero ottomano se la Grecia fosse entrata in guerra dalla parte alleata. I territori promessi includevano la Tracia orientale, le isole di Imbros (Gökçeada) e Tenedos (Bozcaada) e parti dell'Anatolia occidentale intorno alla città di Smirne.
Nel maggio 1917, dopo l'esilio di Costantino I di Grecia, il primo ministro greco Eleuthérios Venizélos tornò ad Atene e si alleò con l'Intesa. Le forze militari greche (sebbene divise tra sostenitori della monarchia e sostenitori di Venizélos) iniziarono a prendere parte alle operazioni militari contro l'esercito bulgaro al confine. Nello stesso anno, Smirne fu promessa all'Italia in virtù dell'accordo di San Giovanni di Moriana tra Francia, Italia e Regno Unito.
Alla conferenza di pace di Parigi del 1918, sulla base delle promesse in tempo di guerra, Venizélos fece pressioni per un grande Grecia (Megali idea) che includesse la piccola comunità di lingua greca nell'estremo sud dell'Albania, la comunità di lingua greca e ortodossa in Tracia (compresa Costantinopoli) e la comunità ortodossa in Asia Minore. Nel 1919, nonostante l'opposizione italiana, ottenne il permesso della Conferenza di pace di Parigi del 1919 affinché la Grecia occupasse Smirne.

### Caucaso sud-occidentale
Il Governatorato del Caucaso sud-occidentale fu un'entità fondata sul territorio russo nel 1918, dopo il ritiro delle truppe ottomane al confine prima della prima guerra mondiale a seguito dell'armistizio di Mudros. Aveva un governo provvisorio nominalmente indipendente guidato da Fakhr al-Din Pirioghlu e con sede a Kars.
Dopo che scoppiarono i combattimenti tra la Georgia e l'Armenia, l'Alto Commissario britannico Ammiraglio Somerset Arthur Gough-Calthorpe occupò Kars il 19 aprile 1919, abolendo il suo parlamento e arrestando 30 membri del suo governo. Pose la provincia di Kars sotto il dominio armeno.

### Armenia
Negli ultimi anni della prima guerra mondiale, gli armeni in Russia stabilirono un governo provvisorio nel sud-ovest dell'Impero russo. I conflitti militari tra i turchi e gli armeni durante e dopo la guerra alla fine determinarono i confini dello stato dell'Armenia.

#### Amministrazione dell'Armenia occidentale
Nell'aprile 1915, la Russia sostenne l'istituzione del governo provvisorio armeno sotto il governatore russo-armeno Aram Manukian, leader della resistenza nella difesa di Van. Il movimento di liberazione nazionale armeno sperava che l'Armenia potesse essere liberata dal regime ottomano in cambio dell'aiuto dell'esercito russo. Tuttavia, il regime zarista aveva un accordo segreto in tempo di guerra con gli altri membri della Triplice Intesa sul destino finale di diversi territori anatolici, con l'accordo Sykes-Picot. Questi piani furono resi pubblici dai rivoluzionari armeni nel 1917 per ottenere il sostegno dell'opinione pubblica armena.
Nel frattempo, il governo provvisorio stava diventando più stabile poiché più armeni si stavano spostando nel suo territorio. Nel 1917, 150.000 armeni si trasferirono nelle province di Erzurum, Bitlis, Muş e Van. Armen Garo (noto come Karekin Pastirmaciyan) e altri leader armeni chiesero che i regolari armeni nel teatro europeo fossero trasferiti sul fronte caucasico.
La rivoluzione russa lasciò il fronte nella Turchia orientale in uno stato di mutamento. Nel dicembre 1917 fu firmata una tregua dai rappresentanti dell'Impero ottomano e del Commissariato Transcaucasico. Tuttavia, l'Impero ottomano iniziò a rafforzare la sua Terza Armata sul fronte orientale. I combattimenti iniziarono a metà febbraio 1918. Gli armeni, sotto la forte pressione dell'esercito ottomano e degli irregolari curdi, furono costretti a ritirarsi da Erzincan a Erzurum e poi a Kars, evacuando infine anche Kars il 25 aprile. In risposta ai progressi ottomani, il Commissariato Transcaucasico si evolse nella Federazione Transcaucasica di breve durata; la sua disintegrazione portò gli armeni a formare la Prima Repubblica di Armenia il 30 maggio 1918. Il trattato di Batumi, firmato il 4 giugno, ridusse la repubblica armena a un'area di soli 11.000 km².

#### Armenia wilsoniana

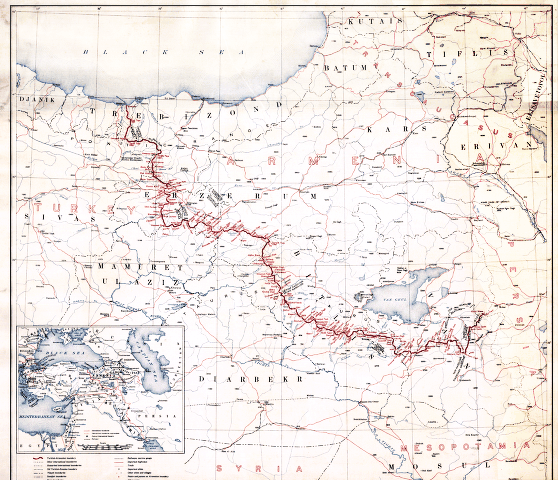
L'Armenia wilsoniana secondo i termini del trattato di Sèvres.

Alla Conferenza di pace di Parigi del 1919, la Diaspora armena e la Federazione rivoluzionaria armena sostenevano che l'Armenia storica, la regione che era rimasta fuori dal controllo dell'Impero ottomano dal 1915 al 1918, avrebbe dovuto far parte della Prima Repubblica di Armenia. Argomentando sui principi del discorso sui "Quattordici punti" di Woodrow Wilson, la diaspora armena affermava che l'Armenia aveva "la capacità di controllare la regione", basata sul controllo armeno stabilito dopo la rivoluzione russa. Gli armeni sostennero anche che la popolazione dominante della regione stava diventando più armena mentre gli abitanti turchi si stavano spostando nelle province occidentali. Boghos Nubar, presidente della delegazione nazionale armena, aggiunse: "Nel Caucaso, dove, senza menzionare i 150.000 armeni dell'esercito imperiale russo, più di 40.000 dei loro volontari hanno contribuito alla liberazione di una parte dei vilayet armeni, e dove, sotto il comando dei loro capi, Antranik e Nazerbekoff, essi, soli tra i popoli del Caucaso, offrirono resistenza agli eserciti turchi, dall'inizio del ritiro bolscevico fino alla firma dell'armistizio."
Il presidente Wilson accettò le argomentazioni armene per tracciare la frontiera e scrisse: "Il mondo si aspetta da loro (gli armeni), che diano ogni incoraggiamento e aiuto in loro potere a quei profughi turchi che potrebbero desiderare di tornare alle loro ex case nei distretti di Trebisonda, Erzerum, Van e Bitlis ricordando che anche questi popoli hanno sofferto molto ". La conferenza concordò con il suo suggerimento che la Prima Repubblica di Armenia avrebbe dovuto espandersi nell'attuale Turchia orientale.

### Georgia
Dopo la caduta dell'Impero russo, la Georgia divenne una repubblica indipendente e cercò di mantenere il controllo di Batumi, nonché di Ardahan, Artvin e Oltu, le aree con una presenza di georgiani musulmani, che erano state acquisite dalla Russia dagli ottomani nel 1878. Le forze ottomane occuparono i territori contesi verso giugno 1918, costringendo la Georgia a firmare il Trattato di Batumi. Dopo la fine del potere ottomano, la Georgia riconquistò Ardahan e Artvin dalle milizie musulmane locali nel 1919 e Batumi dall'amministrazione britannica nel 1920. Venne affermato ma non tentò mai di controllare Oltu, che era stata rivendicata anche dall'Armenia. La Russia sovietica e la Turchia lanciarono un attacco quasi simultaneo alla Georgia nel febbraio-marzo 1921, portando a nuovi riaggiustamenti territoriali finalizzati nel Trattato di Kars, con cui Batumi rimase entro i confini della Georgia adesso sovietica, mentre Ardahan e Artvin furono riconosciuti come parti della Turchia.

### Repubblica di Turchia
Tra il 1918 e il 1923, i movimenti di resistenza turchi guidati da Mustafa Kemal Atatürk costrinsero greci e armeni ad uscire dall'Anatolia, mentre gli italiani non stabilirono mai una presenza. I rivoluzionari turchi soppressero anche i tentativi curdi di diventare indipendenti negli anni '20. Dopo che la resistenza turca ottenne il controllo sull'Anatolia, non c'era speranza di soddisfare le condizioni del Trattato di Sèvres.
Prima di entrare nell'Unione sovietica, la Prima Repubblica di Armenia firmò il Trattato di Alessandropoli il 3 dicembre 1920, accettando l'attuale confine tra i due paesi, sebbene il governo armeno fosse già crollato a causa di una simultanea invasione sovietica il 2 dicembre. In seguito l'Armenia divenne parte integrante dell'Unione sovietica. Questo confine fu nuovamente ratificato con il Trattato di Mosca (1921), in cui i bolscevichi cedettero le province già occupate dai turchi di Kars, Iğdır, Ardahan e Artvin alla Turchia in cambio della regione dell'Agiaria con la sua capitale Batumi.
La Turchia e la neonata Unione sovietica, insieme alla Repubblica socialista sovietica armena e alla Repubblica socialista sovietica georgiana, ratificarono il trattato di Kars l'11 settembre 1922, stabilendo il confine nord-orientale della Turchia e portando la pace nella regione, nonostante nessuno tra essi fosse riconosciuto a livello internazionale in quel momento. Infine, il Trattato di Losanna, firmato nel 1923, pose formalmente fine a tutte le ostilità e portò alla creazione della moderna repubblica turca.